# Eliminatórias da Copa do Mundo FIFA de 1986 - América do Sul
Listados abaixo estão as datas e jogos das fases eliminatórias da Zona Sul-Americana(CONMEBOL) da Copa do Mundo FIFA de 1986. Para mais detalhe das eliminatórias, veja o artigo Eliminatórias da Copa do Mundo FIFA de 1986.
Um total de 10 times da CONMEBOL entraram na competição. Foram designadas 4 vagas à Zona Sul-Americana (de 24) na fase final da Copa.
Os 10 times foram divididos em 3 grupos. Os times jogaram entre si em jogos de turno e returno. O número de times e vagas para cada grupo foram conforme o seguinte:
- Grupo 1 teve 4 times. O vencedor do grupo se classificou e o segundo e terceiro colocados avançaram para os Play-offs da CONMEBOL.
- Grupos 2 e 3 tiveram 3 times cada. O vencedor de cada grupo se classificou automaticamente e os segundos avançaram para os Play-offs da CONEBOL.

Nos Play-offs, os 4 times se enfrentaram em mata-mata, com partidas de ida e volta. O vencedor do torneio se classificou.

## Grupo 1
| Posição | Time      | Pts | PJ | V | E | D | GP | GC | SG  |
| ------- | --------- | --- | -- | - | - | - | -- | -- | --- |
| 1       | Argentina | 9   | 6  | 4 | 1 | 1 | 12 | 6  | +6  |
| 2       | Peru      | 8   | 6  | 3 | 2 | 1 | 8  | 4  | +4  |
| 3       | Colômbia  | 6   | 6  | 2 | 2 | 2 | 6  | 6  | 0   |
| 4       | Venezuela | 1   | 6  | 0 | 1 | 5 | 5  | 15 | −10 |

Argentina classificada. Peru e Colômbia avançaram para os Play-offs  da CONMEBOL.
| 26 de maio de 1985 | Colômbia   | 1 – 0 | Peru |                            |
|                    | Prince 15' |       |      | Árbitro: Barrancos Alvarez |

| 26 de maio de 1985 | Venezuela | 2 – 3 | Argentina                         |                     |
|                    |           |       | Maradona 1', 58' · Passarella 40' | Árbitro: Cardellino |

| 2 de junho de 1985 | Colômbia   | 1 – 3 | Argentina                          |                               |
|                    | Prince 61' |       | Pasculli 43', 68' · Burruchaga 85' | Árbitro: Arnaldo Cezar Coelho |

| 2 de junho de 1985 | Venezuela | 0 – 1 | Peru      |                         |
|                    |           |       | Uribe 78' | Árbitro: Orellana Vimos |

| 9 de junho de 1985 | Peru | 0 – 0 | Colômbia |                     |
|                    |      |       |          | Árbitro: Cardellino |

| 9 de junho de 1985 | Argentina                  | 3 – 0 | Venezuela |                       |
|                    | Clausen · Maradona · Russo |       |           | Árbitro: Castro Makuc |

| 16 de junho de 1985 | Peru                                                  | 4 – 1 | Venezuela  |                   |
|                     | Navarro 15' · Barbadillo 19' · Hirano 77' · Cueto 80' |       | Febles 29' | Árbitro: Ferreira |

| 16 de junho de 1985 | Argentina   | 1 – 0 | Colômbia |                       |
|                     | Valdano 26' |       |          | Árbitro: Gonzalez Roa |

| 23 de junho de 1985 | Venezuela            | 2 – 2 | Colômbia                          |                       |
|                     | Cadeño 6' · Amor 64' |       | W. Ortiz 17' · Herrera 50' (pen.) | Árbitro: Barreto Ruiz |

| 23 de junho de 1985 | Peru       | 1 – 0 | Argentina |                     |
|                     | Oblitas 8' |       |           | Árbitro: Silva Arce |

| 30 de junho de 1985 | Colômbia                         | 2 – 0 | Venezuela |                          |
|                     | Cordoba 15' · Herrera 27' (pen.) |       |           | Árbitro: Vasquez Sanchez |

| 30 de junho de 1985 | Argentina                | 2 – 2 | Peru                           |                               |
|                     | Pasculli 9' · Gareca 81' |       | Velasquez 23' · Barbadillo 39' | Árbitro: Romualdo Arppi Filho |

## Grupo 2
| Posição | Time    | Pts | PJ | V | E | D | GP | GC | SG |
| ------- | ------- | --- | -- | - | - | - | -- | -- | -- |
| 1       | Uruguai | 6   | 4  | 3 | 0 | 1 | 6  | 4  | +2 |
| 2       | Chile   | 5   | 4  | 2 | 1 | 1 | 10 | 5  | +5 |
| 3       | Equador | 1   | 4  | 0 | 1 | 3 | 4  | 11 | −7 |

Uruguai classificado. Chile avançou para os  Play-offs da CONMEBOL.
| 3 de março de 1985 | Equador       | 1 – 1 | Chile        |                              |
|                    | Maldonado 44' |       | Letelier 31' | Árbitro: José Roberto Wright |

| 10 de março de 1985 | Uruguai                  | 2 – 1 | Equador  |                |
|                     | Aguilera 34' · Ramos 90' |       | Cuvi 54' | Árbitro: Pérez |

| 17 de março de 1985 | Chile                                                        | 6 – 2 | Equador          |                           |
|                     | Puebla 21' · Caszely 29', 39' · Hisis 34' · Aravena 50', 89' |       | Baldeon 23', 37' | Árbitro: Di Rosa Giunta ) |

| 24 de março de 1985 | Chile                   | 2 – 0 | Uruguai |                       |
|                     | Rubio 28' · Aravena 54' |       |         | Árbitro: Diaz Palacio |

| 31 de março de 1985 | Equador | 0 – 2 | Uruguai                         |                         |
|                     |         |       | Saralegui 69' · Francescoli 87' | Árbitro: Escobar Veldez |

| 7 de abril de 1985 | Uruguai                       | 2 – 1 | Chile              |                   |
|                    | Batista 8' · Ramos 57' (pen.) |       | Aravena 28' (pen.) | Árbitro: Esposito |

## Grupo 3
| Posição | Time     | Pts | PJ | V | E | D | GP | GC | SG |
| ------- | -------- | --- | -- | - | - | - | -- | -- | -- |
| 1       | Brasil   | 6   | 4  | 2 | 2 | 0 | 6  | 2  | +4 |
| 2       | Paraguai | 4   | 4  | 1 | 2 | 1 | 5  | 4  | +1 |
| 3       | Bolívia  | 2   | 4  | 0 | 2 | 2 | 2  | 7  | −5 |

Brasil classificado. Paraguai avançou para os Play-offs da CONMEBOL.
| 26 de maio de 1985 | Bolívia  | 1 - 1 | Paraguai  |                          |
|                    | Rojas 9' |       | Nuñez 82' | Árbitro: Jacome Guerrero |

| 2 de junho de 1985 | Bolívia | 0 - 2 | Brasil                           |                 |
|                    |         |       | Casagrande 55' · Noro 59' (o.g.) | Árbitro: Romero |

| 9 de junho de 1985 | Paraguai                   | 3 - 0 | Bolívia |                             |
|                    | Jacquet · Mendoza · Romero |       |         | Árbitro: Aristizabal Murcia |

| 16 de junho de 1985 | Paraguai | 0 - 2 | Brasil                    |                       |
|                     |          |       | Casagrande 28' · Zico 70' | Árbitro: Castro Makuc |

| 23 de junho de 1985 | Brasil       | 1 - 1 | Paraguai   |                         |
|                     | Sócrates 25' |       | Romero 41' | Árbitro: Martinez Bazan |

| 30 de junho de 1985 | Brasil     | 1 - 1 | Bolívia     |                        |
|                     | Careca 19' |       | Sanchez 75' | Árbitro: Labo Revoredo |

## Play-offs

### Primeira Rodada
| 27 de outubro de 1985 | Paraguai                 | 3 – 0 | Colômbia |                   |
|                       | Cabanas · Hicks · Romero |       |          | Árbitro: Esposito |

| 3 de novembro de 1985 | Colômbia                  | 2 – 1 | Paraguai |                              |
|                       | Angulo · Wellington Ortiz |       | Ferreira | Árbitro: José Roberto Wright |

Paraguai avançou para a Fase Final por 4–2 no agregado.
| 27 de outubro de 1985 | Chile                                         | 4 – 2 | Peru             |                         |
|                       | Aravena 7', 65' (pen.) · Rubio 9' · Hisis 15' |       | Navarro 45', 77' | Árbitro: Martinez Bazan |

| 3 de novembro de 1985 | Peru | 0 – 1 | Chile       |                               |
|                       |      |       | Aravena 64' | Árbitro: Arnaldo Cezar Coelho |

Chile avançou para a Fase Final por 5–2 no agregado.

### Fase Final
| 10 de novembro de 1985 | Paraguai                                      | 3 – 0 | Chile |                               |
|                        | Cabanas 9' · Delgado 46' · Garrido 84' (o.g.) |       |       | Árbitro: Arnaldo Cezar Coelho |

| 17 de novembro de 1985 | Chile                 | 2 – 2 | Paraguai                   |                     |
|                        | Rubio 22' · Nuñez 77' |       | Schettina 22' · Romero 39' | Árbitro: Cardellino |

Paraguai classificado por 5–2 no agregado.